# Jardin de la Police
Le jardin de la police (estonien : Politseiaed) ou parc de la police (estonien : Politseipark) est un parc de l'arrondissement de Kesklinn à Tallinn en Estonie,. 

## Présentation
Le parc de police est délimité par les rues Pronksi, Gonsiori, F. R. Kreutzwaldi et J. Kunderi au centre de Tallinn. 
En 1910, la ville de Tallinn devint propriétaire de l'endroit, qui devient pour plusieurs décennies le potager de la police locale (Politseiaed).
Le parc est construit en 1939 à l'emplacement de l'ancien potager des forces de police.
C'est la période de la  RSS d'Estonie et le parc est nommé parc des pionniers.
L'architecture du parc stalinien se reflète dans le réseau routier strict des années 1950. 
Les châtaigniers et les pommiers ornementaux poussent dans le parc à côté d'arbres plus rares. 
Il a été reconstruit en 2004 selon les plans de Tiina Linna.
À l'automne 2007, il y avait 46 espèces de plantes ligneuses dans le jardin de la police. 
Le parc abrite aujourd'hui des terrains de jeux pour les enfants de tous âges, ainsi qu'un skatepark et un enclos pour les chiens. 
Il est planté de nombreux arbres et est orné d'une fontaine et d'un mur d'eau.
Au nord-est du parc se trouve la maison de la radio, à l'est le Hilton Tallinn Park Hotel et au sud-est le bâtiment du gymnase russe dans le centre-ville de Tallinn (et).